# Aulohalaelurus
Aulohalaelurus – rodzaj drapieżnych ryb chrzęstnoszkieletowych z rodziny Atelomycteridae.

## Rozmieszczenie geograficzne
Do rodzaju należą gatunki występujące w wodach południowo-zachodniego Oceanu Spokojnego i południowo-wschodniego Oceanu Indyjskiego. 

## Morfologia
Długość ciała do 79 cm.

## Systematyka
Rodzaj zdefiniował w 1934 roku amerykański ichtiolog Henry Weed Fowler w artykule poświęconym nowym rybom odłowionym w latach 1907–1910 na filipińskich wyspach i przyległych morzach, opublikowanym w czasopiśmie Proceedings of the Academy of Natural Sciences of Philadelphia. Gatunkiem typowym jest (oryginalne oznaczenie) A. labiosus.

### Etymologia
Aulohalaelurus: gr. αυλoς aulos ‘rowek’ ; rodzaj Halaelurus Gill, 1862.

### Podział systematyczny
Do rodzaju należą następujące gatunki:
- Aulohalaelurus kanakorum Séret, 1990
- Aulohalaelurus labiosus (Waite, 1905)